# Лава (река)
Лава (Лина, Але) (на полски: Łyna; на немски: Alle; на руски: Лава) е река във Варминско-Мазурско войводство на Полша и Калининградска област на Русия, ляв приток на Преголя, вливаща се в Калининградския залив на Балтийско море. Дълга е 289 km, от които 224 km са в Полша и 65 km – в Русия. Площта на водосборния ѝ басейн е 7130 km².
Река Лава води началото си от Балтийското възвишение в североизточната част на Полша (Варминско-Мазурско войводство), на 189 m н.в., в източния край на село Лина. Тече в северна и североизточна посока през района на Мазурските езера, като протича през няколко от тях. В долното си течение завива на север, на 2 km южно от руското село Рябинино навлиза в Калининградска област на Русия и след 65 km се влива отляво в река Преголя, вливаща се в Калининградския залив на Балтийско море), при нейния 72 km, на 2 m н.в. при село Знаменск. Основни притоци: Вадонг (88 km) и Жерновка (22 km) – десни. Има смесено подхранване: снежно, дъждовно и грунтово (подземно). Средният годишен отток в устието ѝ е 40,4 m³/s. През зимата замръзва за 2 – 3 месеца. Плавателна е за плиткогазещи съдове в долното течение и чрез Мазурския канал се свързва с езерото Мамри в Полша. По бреговете на Лава са разположени множество населени места, в т.ч. градовете Олщин, Лидзбарк Вармински и Бартошице в Полша и град Правдинск в Русия.